# Pierre Le Gros le jeune
Pour les articles homonymes, voir Pierre Le Gros et Gros.
Pierre Le Gros, dit le jeune, né à Paris le 12 avril 1666 et mort à Rome le 3 mai 1719, est un sculpteur français qui a travaillé principalement à Rome et a réalisé des œuvres importantes pour des clients ecclésiastiques, en particulier les jésuites et les dominicains.
Pierre Le Gros appartient à l'école de sculpture baroque, et son style, fidèle à cette école, fait preuve d’un dynamisme et d’un caractère dramatique remarquables, outre qu’il appartient à la philosophie de la Contre-Réforme dans les arts, qui est la ligne directrice adoptée par le clergé catholique, au service duquel il travaillait, pour la décoration de ses lieux de culte. Cette ligne directrice se proposait essentiellement d’utiliser l'art pour la propagande de la foi et de l'Église institutionnelle, en prenant pour thèmes la vie des saints et des martyrs, ainsi que les principes fondamentaux de la doctrine, toujours de façon didactique et en faisant appel directement à l’émotion, cherchant à émerveiller le dévot dans des compositions grandiloquentes placées dans des décors somptueux.
Même s'il était français de naissance, c’est dans l'histoire de la sculpture italienne que l’on étudie le plus exactement son art, car c’est par elle qu’il a été plus influencé et il lui a apporté une contribution la plus importante qu’à la sculpture française. Au sommet de sa carrière, il était le sculpteur le plus recherché par l'élite ecclésiastique romaine qui le saluait comme un artiste de génie, mais à la fin de sa vie, pour diverses raisons, il lui a fallu chercher d'autres marchés. Il a laissé quelques pièces dans le nord de l'Italie et en France, toutes également de grande qualité. Aujourd'hui son nom est considéré comme le plus important de la sculpture baroque italienne dans les premières décennies du XVIIIe siècle,,.

## Biographie
Fils et disciple du sculpteur Pierre Le Gros l'aîné (1629-1714), membre de l'Académie Royale de peinture et de sculpture, Pierre Le Gros le jeune remporte en 1686 le prix de l'Académie royale de peinture et de sculpture, en sculpture, et va vivre à Rome quasiment pour le restant de ses jours. Il y devint l'un des sculpteurs baroques les plus importants des années 1695 à 1713 environ. 
Pierre Le Gros s'étant présenté sans autorisation du directeur de l'Académie de France à Rome au concours qu'il remportera pour l'église de Gesù à Rome (Chapelle de Saint-Ignace, transept gauche), il en est exclu en 1695 mais Louis XIV, bien que fâché, ordonne qu'on le soutienne discrètement en raison de l'importance de la commande. Quelque désagrément que cela ait entraîné, il ne cessera pas d'entretenir des relations étroites avec les personnalités françaises importantes.
Il travaillait surtout pour les jésuites et les dominicains, mais aussi pour des particuliers. En 1702, il est admis à l'Accademia di San Luca. 
Sa contribution majeure à l'art français est le Monument funéraire du duc de Bouillon et de la duchesse de Bouillon, que Le Gros finit à Rome avant 1707 sous la commande de leur fils, le cardinal de Bouillon. Arrivé à l'abbaye de Cluny en 1709, le tombeau n'y fut pas installé, car le cardinal avait grossièrement insulté le roi Louis XIV et avait été déclaré rebelle. Au temps de la démolition de l'abbaye — sous la Révolution — les sculptures encore en caisses furent sauvées par l'intervention d'Alexandre Lenoir qui les voulait pour son musée des Monuments français. Les figures principales et le Bas-relief d'une bataille se trouvent aujourd'hui à l'hôtel-Dieu de Cluny. 
Le Gros revint une seule fois à Paris, en 1715, à la suite du décès de son père. Il semble avoir eu comme hôte son ami Pierre Crozat et Le Gros a créé des décorations pour lui au cabinet de son hôtel à Paris et dans la chapelle de son château de Montmorency (tous les deux détruits). On lit que parce qu'il ne rencontra pas la reconnaissance de l'Académie royale de peinture et de sculpture, qu'il pensait mériter, Le Gros retourne à Rome en 1716. En fait, il n'a pas présenté de demande d'agrément à l'Académie royale (Voir les P.-V. de l'Académie de 1714 à 1717), et il ne fait aucun doute qu'il aurait été agréée et reçu compte tenu de la notoriété de son père et de sa réputatio personnelle, comme le montrent d'autres exemples. Sa vie était à Rome.

## Œuvres dans les collections publiques
Aux États-Unis
- Los Angeles, musée d'art du comté de Los Angeles : L'Apôtre Thomas (environ 1703-1704), terre-cuite.

En France
- Cluny, hôtel-Dieu : Monument du duc de Bouillon et de sa femme (v. 1697-1707).
- Paris, jardin des Tuileries : Vetturie (1692-1695).

En Italie
- Montecassino, abbaye du Mont-Cassin : Statue de saint Henri (1714-1719).
- Rome :
- Accademia Nazionale di San Luca : Le Arti rendono omaggio a Clemente XI  –   Les Arts rendent hommage à Clément XI. Terre cuite correspondant au don d'admission de 1702.
  - basilique Sainte-Marie-Majeure : Sarcophage du pape Pie V (1697-1698).
  - arch basilique Saint-Jean de Latran : L'Apôtre Thomas (vers 1703-1711) et l'Apôtre Barthélemy (vers 1703-1712). Monumento funebre del cardinale Casanate : Statue du défunt. 1706-08.
  - basilique Saint-Pierre au Vatican : Saint Dominique (1702-1706).
  - Biblioteca Casanatense : Statue du cardinal Casanate (1708).
  - cappella del Monte di Pietà : Tobie prête l'argent à Gabaël - Tobia che presta il denaro a Gabello (1702-1705).
  - église du Gesù, chapelle Saint-Ignace : La Religione che flagella l’Eresia  –   La Religion fouettant l’Hérésie ou la Religion terrassant l’Hérésie et la Haine (1695-1697/1698). La statue d'argent de saint Ignace originale a été fondue en 1797 pour récupérer l'argent dans le cadre du paiement des indemnités de guerre à la France. Elle a été reconstituée par la suite par Canova et son atelier.
  - église Saint-André au Quirinal : Stanislas Kostka (1702-1703).
  - Église Saint-Ignace-de-Loyola au Champ de Mars : Haut-relief de saint Louis de Gonzague, sculpture d'autel de 9m. de haut, Saint Louis de Gonzague élevé en gloire, ainsi que divers autres travaux, tels les deux angelots dans le sarcophage, le Pureté et la Pénitence sur le tympan (1697-1699) et dans la chapelle Ludovisi qu'il a dessinée, Tombeau du pape Grégoire XV et du cardinal Ludovisi (environ 1709-1713).
  - Basilique Sant'Apollinare alle Terme Neroniane-Alessandrine de Rome : Statue de saint François Xavier (1702).
  - Église San Giacomo in Augusta, ou degli Incurabili, des Incurables : Chapelle Saint-François-de-Paule, San Francesco di Paola implora dalla Divina Vergine soccorso per alcuni incurabili–Saint François de Paule implore le secours de la Sainte Vierge pour quelques incurables 1711-1714).
  - Église San Girolamo della Carità, cappella Antamori : Saint Philippe Neri (1708-1710). Teste di putti  –   Têtes de chérubins, vers 1708-10. Bas-reliefs en stuc du plafond.
- Palazzo di Venezia, trois terres cuites préparatoires d'oeuvres.
- Turin, cathédrale : Sainte Christine et Sainte Thérèse (environ 1717-1718/1719).

En Russie
- Saint-Pétersbourg, musée de l'Ermitage : Saint François Xavier, terre-cuite [4].

Œuvres de Pierre Le Gros le jeune
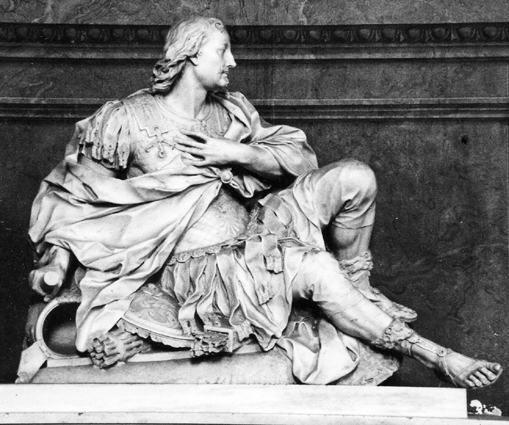
Monument du duc de Bouillon et de sa femme (1605-1652), détail, Cluny, Hôtel-Dieu.
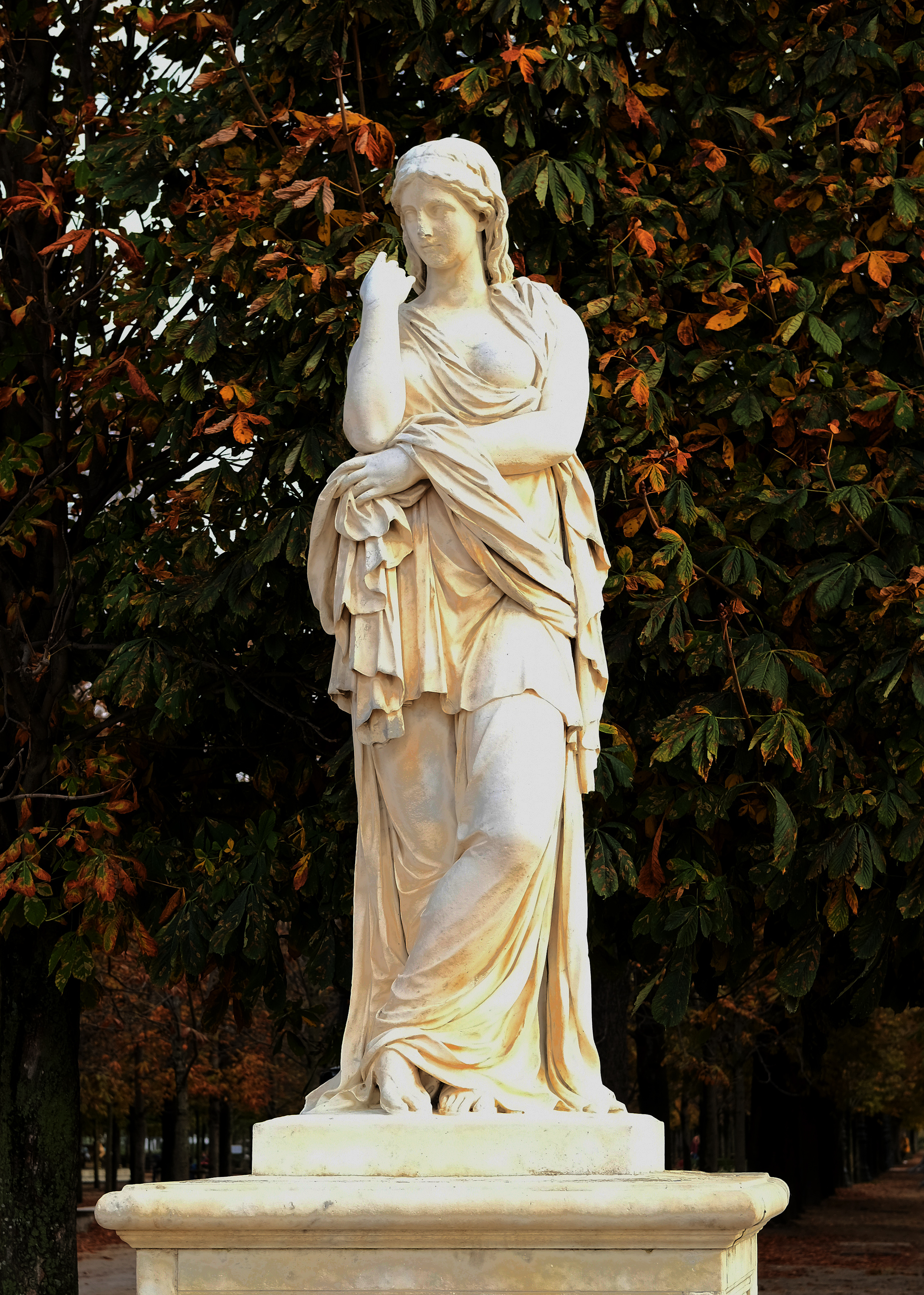
Vetturie (1692-1695), Paris, jardin des Tuileries.
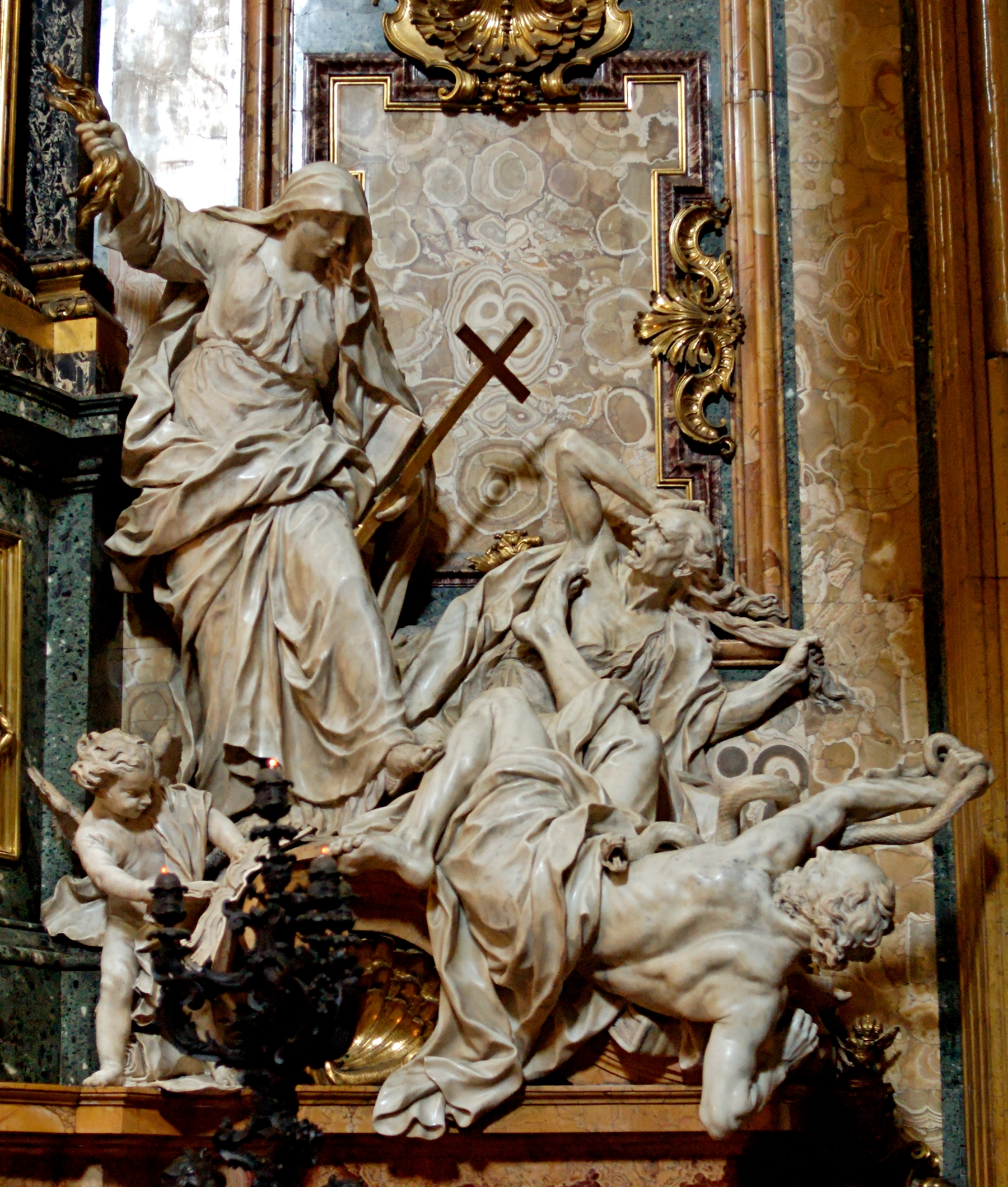
La Religion terrassant l'Hérésie et la Haine (1695-1697/1698) , Rome, église du Gesù.